# المعينة (القفر)

تعديل مصدري - تعديل

المعينة هي إحدى قرى عزلة بني مرغم بمديرية القفر التابعة لمحافظة إب، بلغ تعداد سكانها 1145 نسمة حسب تعداد اليمن لعام 2004.